# Handskmyrtjärnarna (Råneå socken, Norrbotten, 735485-177765)
Handskmyrtjärnarna är en sjö i Bodens kommun i Norrbotten och ingår i Råneälvens huvudavrinningsområde.